# Akustikdecke
Eine Akustikdecke ist im Bauwesen ein meist horizontal angeordnetes Bauteil mit hoher akustischer Absorptionsfähigkeit zur Verbesserung der Raumakustik durch Senken der Nachhallzeit.

## Konstruktion

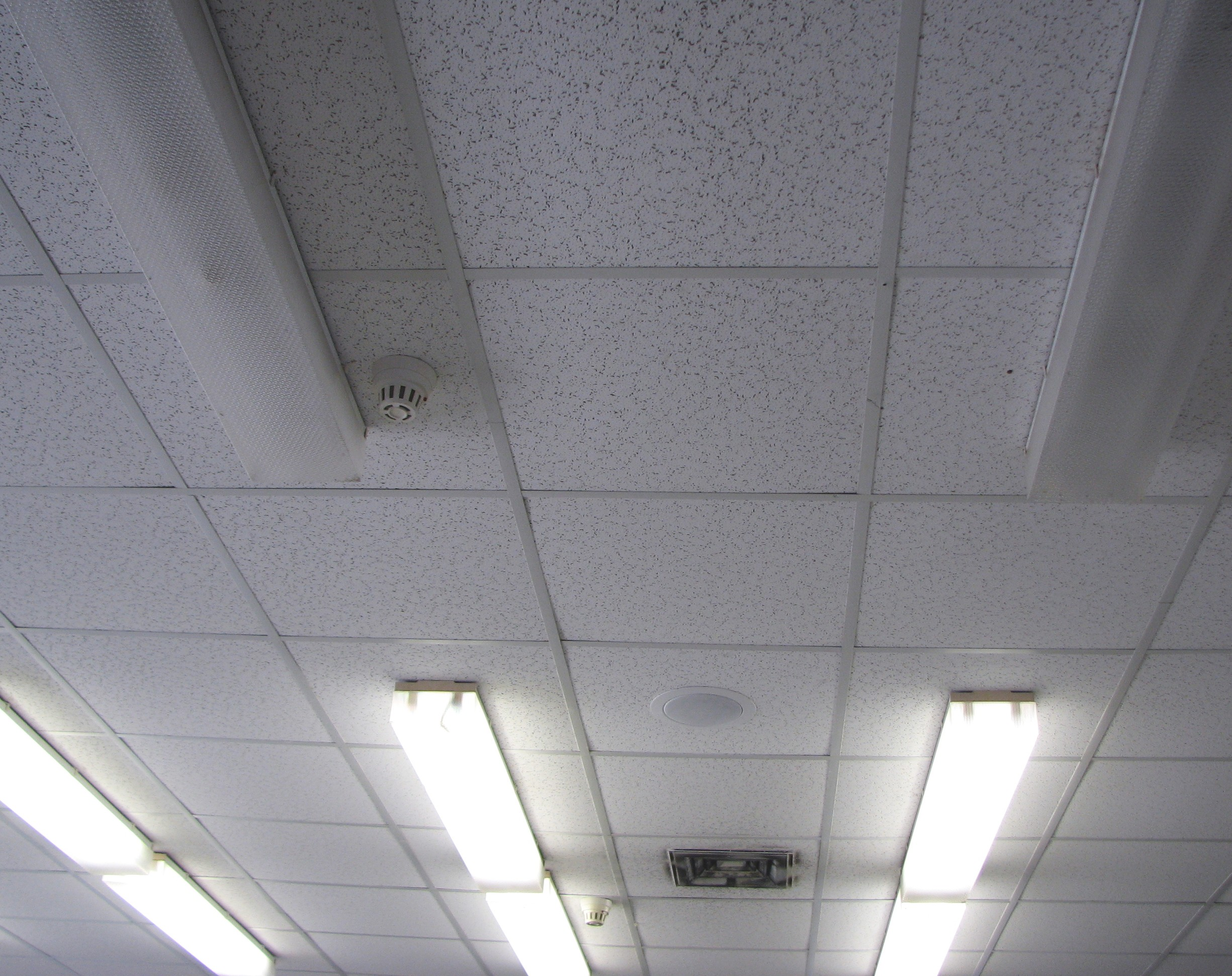
Akustikdecke (Kassettendecke) mit Licht, Lüftung und Brandmeldern

Eine Akustikdecke ist in der Regel ein nicht tragendes Bauteil, das an der tragenden Decke (Rohdecke) befestigt (abgehängt) ist. Der Zwischenraum wird meist mit schalldämpfendem Material (Mineral-, Stein-, Glaswolle) ausgefüllt. Die Unterkonstruktion kann aus Holz oder Metall bestehen, abhängig von der Anforderung durch den Brandschutz. Die Verkleidung erfolgt durch Holz(werk)stoffe, Mineral(faser)platten, Gipskarton- oder Gipsfaserplatten. Die Platten sind gelocht oder sonst wie schallabsorbierend.